# Серравалле
Серравалле (італ. Serravalle) — найбільше місто-комуна в Сан-Марино. Місто розташоване на півночі країни.
Населення становить близько 9 тис. чоловік (2006).
Висота над рівнем моря — близько 150 метрів.
Уважається, що місто було засноване 1463 року.
У Серравалле розташована давня фортеця, яку полюбляють туристи. Біля фортеці розташований сучасний стадіон на 7 тис. глядачів, облаштований пластиковими кріслами. На даному стадіоні Збірна Сан-Марино з футболу часто проводить міжнародні матчі. Якраз там була одержана поки що єдина перемога національної збірної над Ліхтенштейном з рахунком 1-0.

## Міста-побратими
- К'юзі-делла-Верна, Італія (1954)[1]
- Хуаншань, Китай (1999)[2]
- Закінф, Греція (2014)[3]
- Сульмона, Італія (2017)[4]
- Толентіно, Італія (2020)[5]

## Галерея

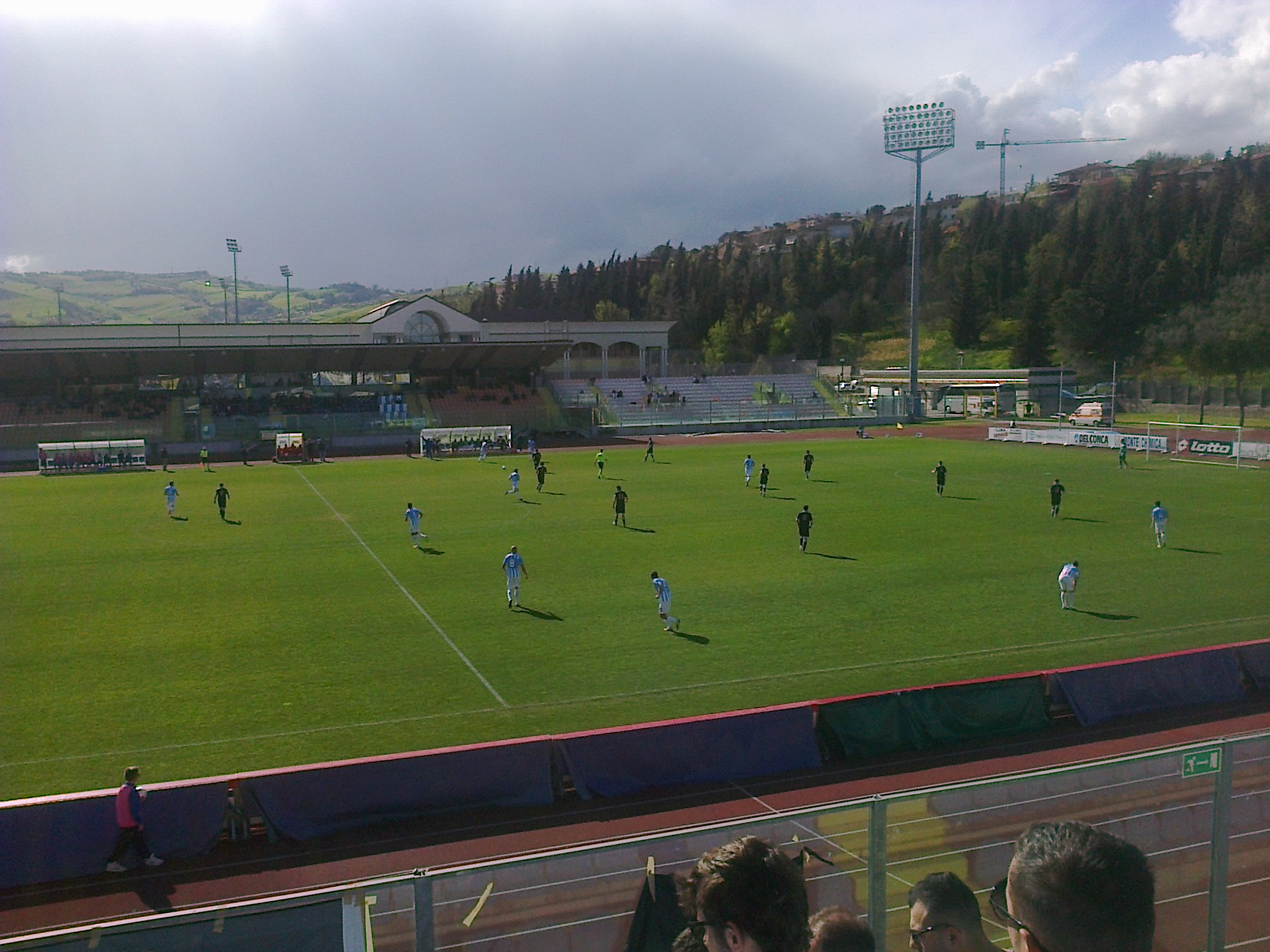
Олімпійський стадіон на 7000 чоловік у Серравалле